# Aggregationsprinzip
Das Aggregationsprinzip ist ein Konzept in der Psychologie (insbesondere Sozial- und Persönlichkeitspsychologie), das besagt, dass sich die Reliabilität einer Messung durch eine Hinzunahme paralleler Messungen erhöht, da sich einzelne Messfehler herausmitteln. Ausdruck findet dieses Prinzip in der Spearman-Brown-Formel.
In der Sozialpsychologie bezieht sich das Aggregationsprinzip oft auf die Übereinstimmung zwischen Einstellung und Verhalten. Es besagt hier, dass globale Verhaltensmuster, die eine Vielzahl von Situationen und Zeitpunkten umfassen, besser mit Hilfe globaler Einstellungsmaße vorhergesagt werden können als einzelne Verhaltensweisen.
Beispielsweise wurde in einer Untersuchung von Weigel und Newman (1976) festgestellt, dass globale Maße der Religiosität besser geeignet sind, um langfristige religiöse Verhaltensweisen vorherzusagen, als spezifische Verhaltensweisen wie der Kirchenbesuch am nächsten Sonntag.

## Anwendung
Das Aggregationsprinzip wird beispielsweise in der Forschung verwendet, um Reliabilität und Validität von Eigenschaftsmessungen zu verbessern, indem viele einzelne Messungen aggregiert werden. Dies kann durch die Mittelung über parallele Items eines Tests, verschiedene Situationen, Beobachter, Reaktionen oder Zeitpunkte erreicht werden.